# Serapias lingua
Serapias lingua är en orkidéart som beskrevs av Carl von Linné. Serapias lingua ingår i släktet Serapias och familjen orkidéer.

## Underarter
Arten delas in i följande underarter:
- S. l. duriaei
- S. l. lingua

## Bildgalleri

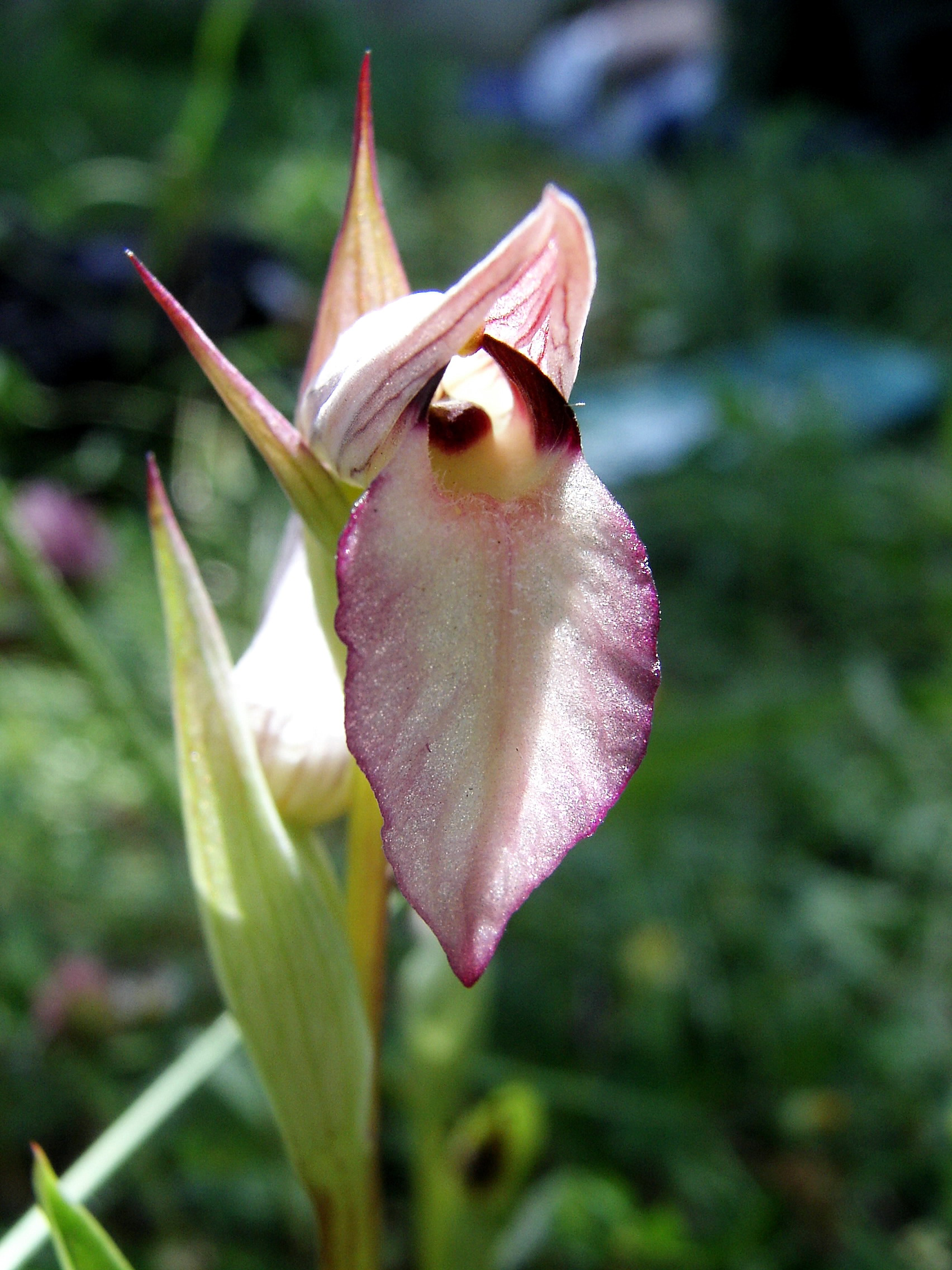
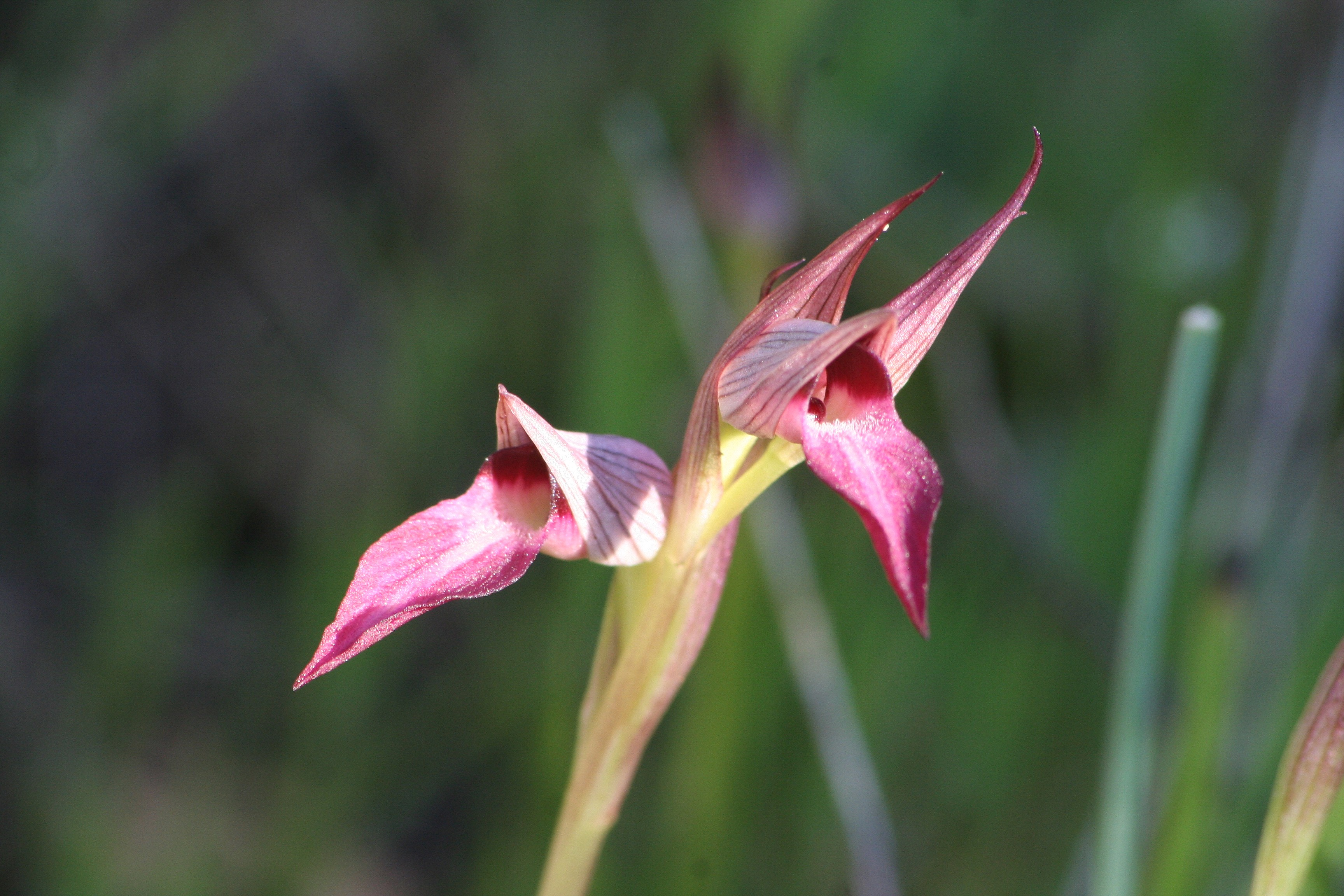
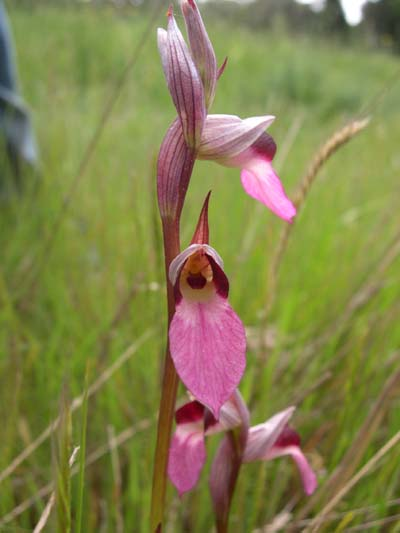
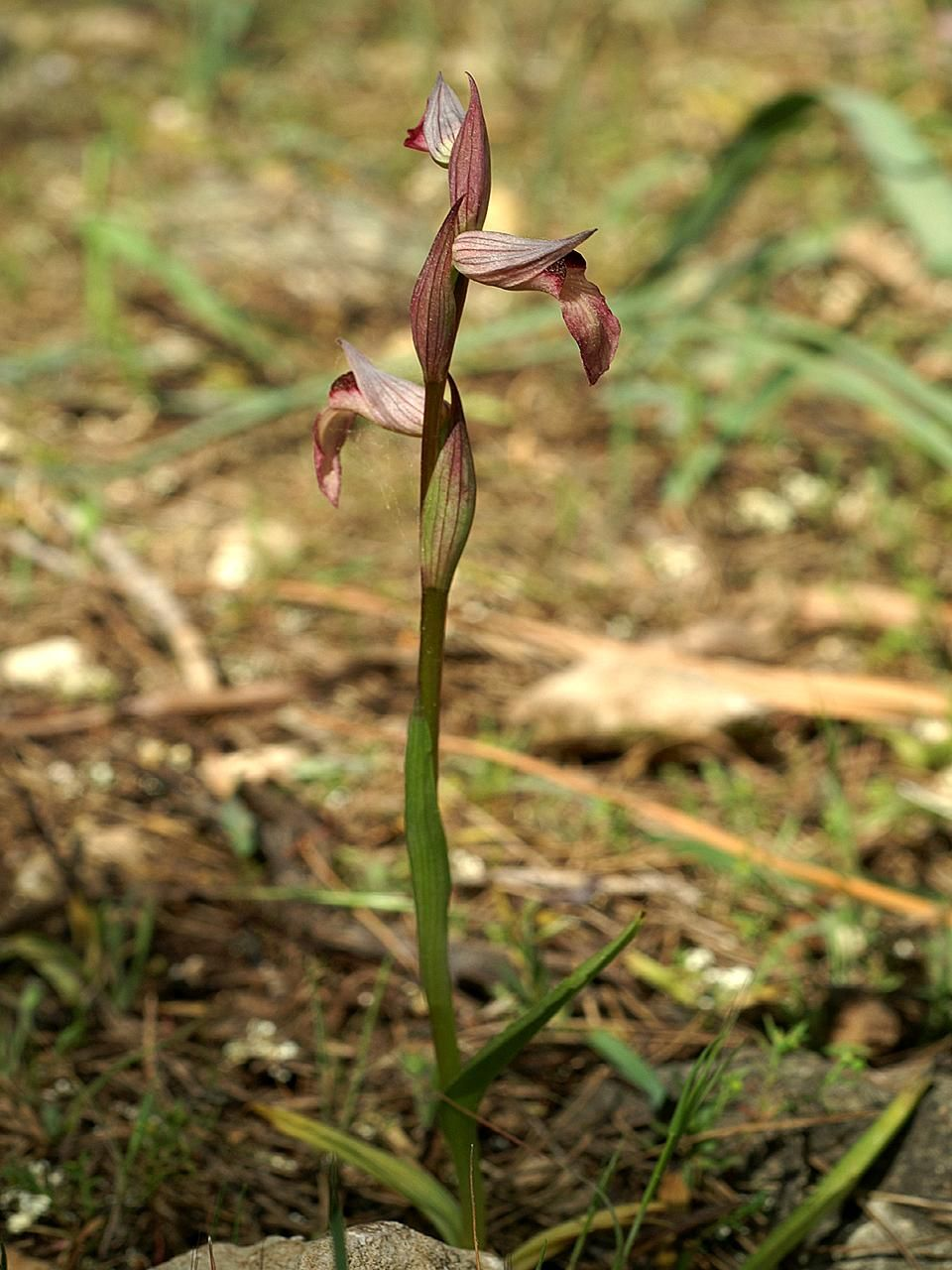
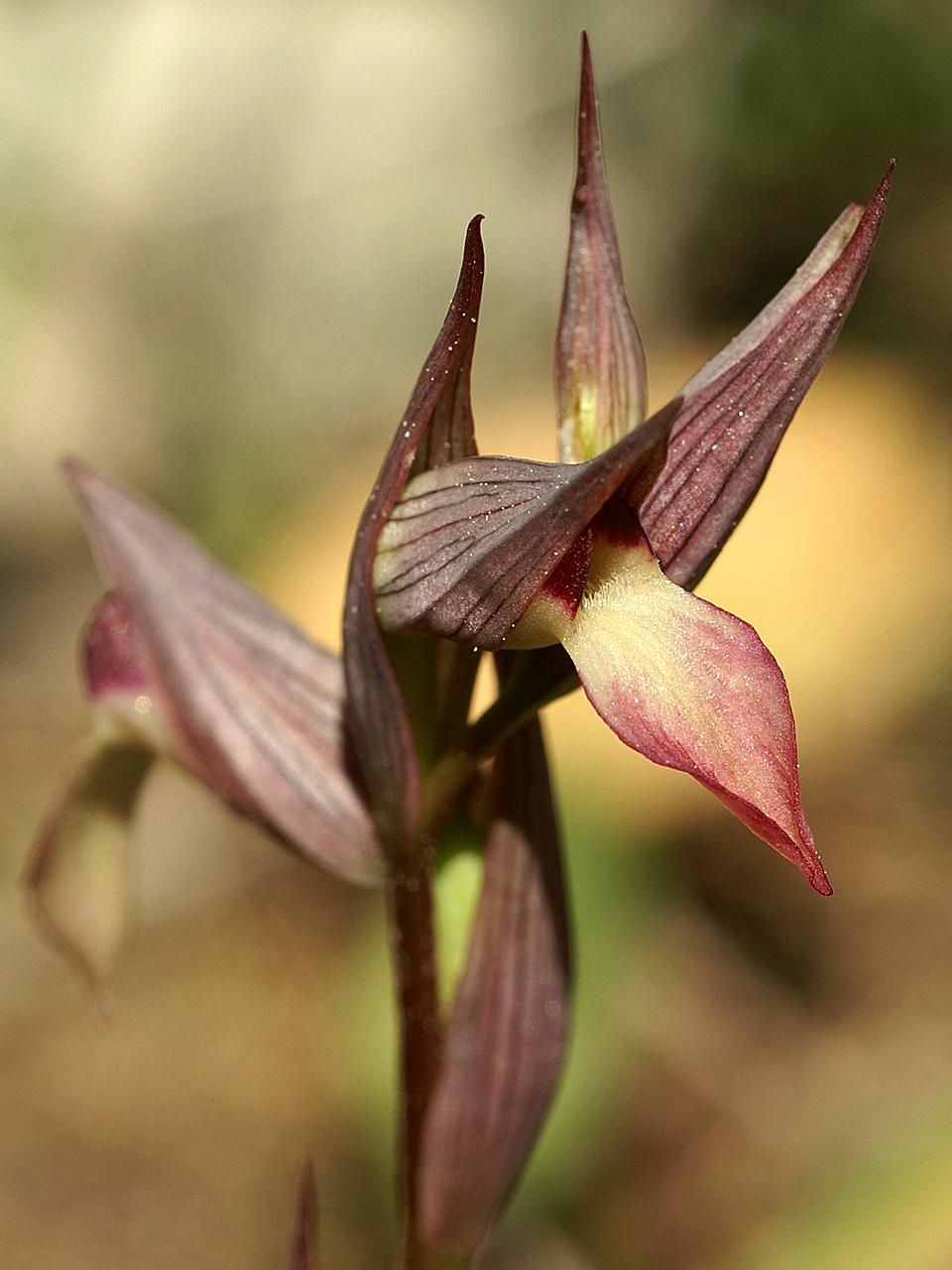
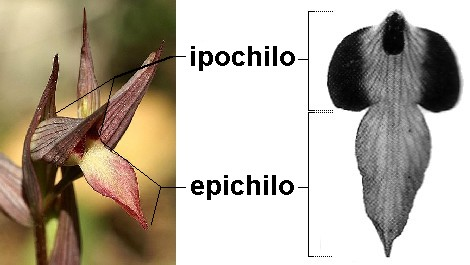